# Feuerkugelnetz

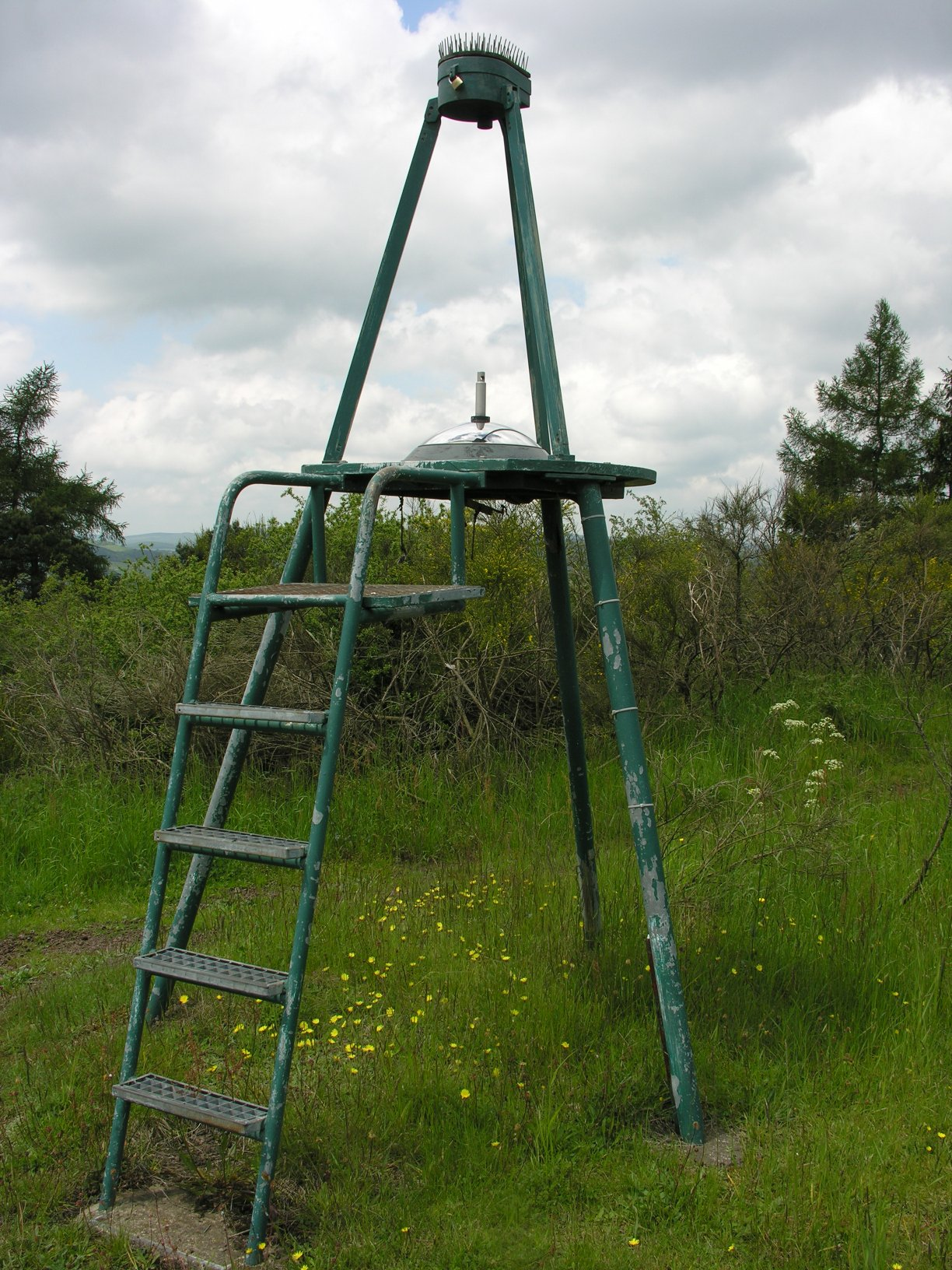
Kamera des Feuerkugelnetzes bei Daun in der Eifel. Sie ist am Dreibein ganz oben montiert und auf die spiegelnde Halbkugel darunter gerichtet, um – ähnlich einem Fischauge – einen großen Winkel zu überblicken. (2006)

Kameraturm der Meteorstation Martinsberg des Österr. Astrovereins in Niederösterreich aus 2009 (Foto 2011)

Das Europäische Feuerkugelnetz dient der Beobachtung und Aufzeichnung von hellen Meteoren, so genannten Feuerkugeln (auch Boliden genannt). Es besteht aus 34 Fischaugenkameras, hauptsächlich in Tschechien, Deutschland und Österreich, die zum Nachthimmel gerichtet sind.

## Geschichte
Nachdem der Meteorit Přibram 1959 als weltweit erster Meteorit mithilfe von Kameraaufzeichnungen aufgefunden worden war, begann die Sternwarte Ondřejov 1963 ein Netzwerk von Kameras aufzubauen um den Nachthimmel zu beobachten. 1968 wurde es nach Deutschland erweitert. Später folgten Standorte in weiteren mitteleuropäischen Ländern. Das Feuerkugelnetz wird von der Sternwarte Ondřejov und dem Institut für Planetenforschung des DLR betrieben. Technischer Leiter und Koordinator des Netzwerkes ist seit 1995 der Physiker und Astronom Dieter Heinlein.

## Funktionsweise
Die Meteorkameras sind in einem Abstand von etwa 100 Kilometern aufgestellt und decken eine Fläche von circa einer Million Quadratkilometern ab. Fast jede Kamera erfasst dabei den gesamten für sie sichtbaren Teil des Himmels, da über einen gewölbten Spiegel fotografiert wird. Kameras auf tschechischer Seite sind hingegen mit sogenannten Fischaugenobjektiven ausgestattet und gegen den Zenit gerichtet.
Jede Nacht erstellt jede Kamera eine Himmelsaufnahme mit langer Belichtungszeit. Vor den Kameras befindet sich jeweils eine zusätzliche, mit 12,5 Hz rotierende Blende, die es ermöglicht, helle, sich schnell bewegende Objekte wie Meteore als unterbrochene Leuchtspur auf Film festzuhalten. Anhand dieser festgehaltenen Bewegung kann anschließend auf die Leuchtdauer und die Geschwindigkeit der Feuerkugel geschlossen werden.
Wird ein Meteor von mindestens zwei Stationen gleichzeitig aufgezeichnet, kann seine exakte Flugbahn in der Erdatmosphäre durch Triangulation dreidimensional  ermittelt werden. Wichtig ist dies vor allem zum Auffinden von nicht verglühten Meteoritenfragmenten, wie es z. B. im Jahr 2002 beim Meteoriten Neuschwanstein der Fall war.
Das Europäische Feuerkugelnetz registriert im Jahr durchschnittlich 50 Meteore mit einer scheinbaren Helligkeit (Magnitude) heller als m = –6.

## Standorte
Das Europäische Feuerkugelnetz besteht aus Kamerastationen in Deutschland und Tschechien, sowie einigen Stationen in Österreich, Slowakei, Belgien, Luxemburg, Schweiz und Frankreich.
| Růžová |

| Churáňov |

| Svratouch |

| Přimda |

| Veselí nad Moravau |

| Lysá Hora |

| Pec pod Sněžkou |

| Ondřejov |

| Téiteng |

| Öhringen |

| Streitheim |

| Liebenhof |

| Suhl |

| Hagen |

| Daun |

| Benterode |

| Osenbach |

| Tuifstädt |

| Seckenhausen |

| Gernsbach |

| Wendelstein |

| Kalldorf |

| Gahberg |

| Martinsberg |